# Ronaldo Bastos
Ronaldo Bastos Ribeiro (Niterói, 21 de janeiro de 1948) é um compositor e produtor musical brasileiro. Um dos fundadores do movimento musical Clube da Esquina, durante os anos 1970 também fez parte do coletivo de poetas e artistas Nuvem Cigana, no Rio de Janeiro. Na década de 1990, fundou a gravadora Dubas Música, um dos mais longevos selos independentes do Brasil, que se tornou referência pela curadoria musical e design de seus lançamentos.
Considerado um dos maiores e mais prolíficos compositores brasileiros da segunda metade do século XX em diante, escreveu canções em parceria com Milton Nascimento, Celso Fonseca, Beto Guedes, Tom Jobim, Edu Lobo, Lô Borges, Caetano Veloso, Danilo Caymmi,  Guilherme Arantes, Toninho Horta, Marina Lima, João Donato, Ed Motta, Flavio Venturini, Lulu Santos, Cleberson Horsth, Tito Madi, Johnny Alf, Joyce Moreno, Luiza Brina, César Lacerda, Arthur Nogueira, dentre outros.
Suas composições foram gravadas por Elis Regina, Nana Caymmi, Milton Nascimento, Gal Costa, , Jussara Silveira, Sarah Vaughan, Roupa Nova, Marina Lima, Tom Jobim, Chico Buarque, Simone, Ney Matogrosso, dentre outros, além de inúmeras vezes terem sido regravadas em espanhol e em inglês.
Em 2018, por ocasião de seus 70 anos, foi homenageado pela banda Samuca e a Selva, que gravou o disco “Tudo O Que Move É Sagrado”, com releituras de algumas de suas composições mais emblemáticas. Em 2019, recebeu o Prêmio Profissionais da Música, pela força poética de sua extensa obra e sua contribuição à música brasileira.

## Biografia
Ronaldo Bastos nasceu em Niterói, Rio de Janeiro, em 1948. Quando criança, sonhava em ser cantor, influenciado pelas canções que ouvia pelo rádio, especialmente a Rádio Nacional. Na adolescência, começou a escrever suas primeiras canções, marchinhas de carnaval, com seus colegas de colégio. Em 1964, mudou-se com os pais para Recife, onde iniciou uma amizade de longa data com o futuro fotógrafo e artista visual Cafi. No ano seguinte, voltou para o Rio de Janeiro decidido a se tornar compositor popular, e pouco tempo depois foi apresentado por amigos em comum a Milton Nascimento, com quem rapidamente começou uma parceria profissional. Através de Milton, Ronaldo conheceu os futuros integrantes do que seria o influente movimento musical Clube da Esquina, o qual ajudou a idealizar em conjunto com o próprio Milton, Fernando Brant e Márcio Borges, a partir das canções de Milton Nascimento e Lô Borges, irmão mais novo de Márcio Borges.

### Clube da Esquina e anos 1970
Foi dentro do Clube da Esquina que Ronaldo iniciou sua carreira de produtor fonográfico, tendo sido escolhido por Milton para produzir o primeiro disco do Clube da Esquina, de 1972 (apesar de não creditado na primeira edição do álbum, as reimpressões subsequentes do disco corrigiram a omissão). O álbum, concebido de forma coletiva a partir do casamento entre as melodias de Milton e Lô Borges com as letras dos poetas do Clube, Fernando Brant, Márcio Borges e Ronaldo Bastos, se tornou referência mundial, sendo celebrado até os dias atuais.  
Apesar de ser considerado um "movimento musical", o Clube da Esquina nunca se pretendeu programático, à maneira da Tropicália. Como explica o autor Paulo Thiago de Mello, em obra sobre o disco homônimo que lançou o grupo, "o Clube da Esquina nasce num ambiente já semeado pela ideologia voraz do tropicalismo, e se beneficia de seu estímulo às possibilidades infinitas de miscigenação e influências. (...) A originalidade do Clube está sobretudo na potência inesperada de suas canções, derivada da alquimia de blends musicais requintados." Após o sucesso do disco, Ronaldo participou da produção dos discos Minas (1975) e Geraes (1976), de Milton Nascimento, além de ter co-produzido com Nascimento o segundo álbum do Clube da Esquina, de 1978, também duplo. 
Como produtor, Ronaldo Bastos ainda realizou os álbuns Recado (1978), e Terra dos Pássaros (1979), de Gonzaguinha e Toninho Horta, respectivamente, além da trilogia inicial de álbuns de Beto Guedes: A Página do Relâmpago Elétrico (1977), Amor de Índio (1978), e Sol de Primavera (1979). Em paralelo, seguiu compondo canções que se tornaram clássicos do repertório musical brasileiro, como por exemplo Menino, Fé Cega, Faca Amolada (com Milton Nascimento), Amor de Índio, Sol de Primavera, Lumiar, Choveu (com Beto Guedes), Dona Olímpia, Bons Amigos (com Toninho Horta), dentre outros. 

### Anos 1980 e sucesso popular
Nos anos 1980, Ronaldo continuou a compor canções emblemáticas, alcançando enorme sucesso popular com composições como Todo Azul do Mar, em parceria com Flavio Venturini (então membro do grupo 14 BIS) e Um Certo Alguém, assinada com Lulu Santos. A banda Roupa Nova gravou outro grande sucesso do compositor, com Gal Costa à frente dos vocais: Chuva de Prata, esta, uma composição com Ed Wilson. Chuva de Prata foi um grande sucesso também nas rádios da América Latina, recebendo diversas versões em espanhol. 
Outros sucessos do compositor foram a música Sorte, gravada por Gal Costa em dueto com Caetano Veloso, e que foi a primeira de uma longa e prolífica parceria com o compositor, cantor e multiinstrumentista Celso Fonseca, e as versões Nada Mais e Quando Te Vi, respectivamente, para as músicas Lately, de Stevie Wonder, e Till There Was You, de Meredith Wilson (que tornou-se muito popular devido à gravação de The Beatles, em 1962).
Paralelamente, Ronaldo continuou a produzir discos, tendo trabalhado nos álbuns do grupo de rock João Penca e Seus Miquinhos Amestrados, além do álbum Sonho Real, de Lô Borges, e do disco Nana, de Nana Caymmi. Em 1985, participou, junto com Tom Jobim, da elaboração da trilha sonora da minissérie "O Tempo e o Vento" exibida  pela Rede Globo de Televisão. Lançou em 1989 pela gravadora Som Livre o disco Cais, um dos primeiros álbuns de autor do País, produzido por Milton Nascimento. O disco contou com a participação de artistas como Alceu Valença, Gal Costa, Wagner Tiso, Caetano Veloso, RPM, Paralamas do Sucesso, Angela Maria e Nouvelle Cuisine, Tom Jobim e Banda Nova, Beto Guedes, Chico Buarque e Mestre Marçal, além do próprio Milton Nascimento com Túlio Mourão.

### Anos 1990 em diante e o selo Dubas Música
Nos anos 1990, Ronaldo funda seu próprio selo fonográfico, Dubas Música, batizado a partir do apelido que Caetano Veloso lhe deu, formado pela sílaba final de seu nome e a inicial de seu sobrenome (Ronaldo Bastos). O selo Dubas foi responsável por revelar nomes importantes da música brasileira recente, como Celso Fonseca, com quem Ronaldo lançou os álbuns Sorte (1994), Paradiso (1997) e Juventude/Slow Motion Bossa Nova (2002), além de Liebe Paradiso (2011), e da compilação Polaroides (2006). Além disso, o selo lançou trabalhos de Simone Mazzer, Pedro Luís e a Parede, Lan Lahn, Jussara Silveira, Junior Almeida, Wado, Donatinho, dentre outros, além de ter relançado discos importantes de Elza Soares, Alaíde Costa, João Donato, Jards Macalé, Emílio Santiago, entre outros. 
O cuidado com a apresentação visual dos álbuns e a curadoria musical exercida por Ronaldo e a equipe Dubas foi objeto de um livro dedicado à trajetória do selo através das capas de seus discos, Onda Infinita - Waves of Timeless Music (Sound And Design), lançado pela Ed. Zahar em 2013. Em 2019, Ronaldo foi homenageado com o Prêmio Profissionais da Música, pelo conjunto de sua obra e sua contribuição à música popular brasileira.

## Discografia
- Cais (1989)
- Sorte (com Celso Fonseca) (1994)
- Paradiso (com Celso Fonseca) (1997)
- Colecionave (1999)
- Juventude / Slow Motion Bossa Nova (com Celso Fonseca) (2001)

- Polaroides (com Celso Fonseca) (2006)
- Liebe Paradiso (com Celso Fonseca) (2011)
- Nuvem Cigana (2012)
- Alta Costura (2016)